# ヘヒトハウゼン
ヘヒトハウゼン（ドイツ語: Hechthausen、低地ドイツ語: Heckthusen）は、ドイツ連邦共和国ニーダーザクセン州クックスハーフェン郡に属す町村（以下、本項では便宜上「町」と記述する）である。この町は「クックスラントへの門」とも呼ばれる。この町はザムトゲマインデ・ヘムモールに属している。

## 地理

ヘヒトハウゼンの地区図

ヘヒトハウゼンは、北、東、南はオーステ川を境とし、ニーダーエルベ鉄道クックスハーフェン - シュターデ - ハンブルク線およびこれとほぼ並行に走る連邦道 B73号線がこれを横切っている。
現在の自治体は、かつてザムトゲマインデ・アン・デア・オーステに属していた6つの自治体、ボルンベルク、ヘヒトハウゼン、クラインヴェルデ、クリント、ラウミューレン、ヴィッシュで構成されている。

## 歴史
ヘヒトハウゼンもしくは当時この地を治めた de Hekethusen貴族家は、1233年に Hekethusen として初めて文献に記録された。集落は明らかにこれよりも古いが、これ以上の記録は見つかっていない。
現在の自治体は、同名の集落だけでなく、かつて独立していた村落のボルンベルク（1680年頃初出）、クリント（1342年）、クラインヴェルデ（1346年）、ラウミューレン（1560年頃）、ヴィッシュ（1420年）を含む。中世の資料に多く見られるにもかかわらず、完全に放棄され、ここに列記されていない村がある: 「ボルフホルテ」がそれである。この村は、おおむね現在のクリント集落とラウミューレン集落を包含していた。キルヒシュピール・ヘヒトハウゼンに属していたこの集落は、ボルフホルテ貴族家にちなんで名付けられたもので、1059年に Burcholt としてハンブルク＝ブレーメン司教アーダルベルトの文書で言及されている。
中世盛期に de Hekethusen家は、ビャウォガルトの近くに移住した。彼らはここに「ヘヒトハウゼン」(ポーランド語: Ocwieka)農場を建設した。この土地は現在ポーランドの西ポモージェ県ビャウォガルト郡の村 Zarnefanz の一部である。
この地のヘヒトハウゼンはまず、de Hekethusen家の所領後継者ブロベルゲン家のものとなったが、その後（1400年頃）ホルネブルク出身のマールシャルク・フォン・バハテンブロック家のものとなった。現在もここに住むこの領主家は、ただちに小さくまとまった領土ヘヒトハウゼン領主裁判所領を創設することに成功した。オーステ川の対岸に位置するクラーネンブルク集落もこれに含まれた。彼らは同時に、ヘヒトハウゼンのマリエン教会の守護者として、この地の聖職者に対する監督権を行使した。彼らは、最初のルター派聖職者アンドレアス・グスターの招聘に尽力した（1550年頃）。マールシャルク・フォン・バハテンブロック家の権限は領邦君主によって徐々に制限されていったが、ヘヒトハウゼン裁判所に関する高権は1850年に廃止されるまで、名目上維持された。この裁判所領の集落はその後アムト・ヒンメルプフォルテンに、その後1859年にクラーネンブルクを除きアムト・オーステ郡に編入された。
ハノーファー王国は、オーストリア＝ハンガリー側に味方して敗戦した後プロイセンに併合され、プロイセンの州となった。プロイセンの郡域再編に伴い、1885年1月1日にアムト・オーステン（ボルンベルク、ヘヒトハウゼン、クラインヴェルデン、クリント、ラウミューレン、ヴィッシュを含む）とアムト・ノイハウスからノイハウス (オーステ) 郡が創設された。1932年にこの郡は当時のハーデルン郡と合併し、オッテルンドルフを郡庁所在地とするラント・ハーデルン郡となった。
ドイツ国崩壊後ドイツ国防軍（エムス隊）の残留部隊は、1945年5月5日にヘヒトハウゼンをイギリス軍護衛機甲師団に引き渡した。

### 町村合併
1972年7月1日に、ボルンベルク、クラインヴェルデン、クリント、ラウミューレン、ヴィッシュがヘヒトハウゼンと合併した。これらの町は1962年からヘヒトハウゼンとともにザムト・ゲマインデ・アン・デア・オーステを形成していた。新しい自治体ヘヒトハウゼンは1972年からザムトゲマインデ・ヘムモールに属している。

## 行政

### 議会
ヘヒトハウゼンの町議会は15人の議員で構成されている。これは人口3,001人から5,000人のザムトゲマインデに所属する町村の議員定数である。議員は5年ごとに住民の選挙で選出される。

### 首長
町議会は、町議会議員のエルヴィン・ヤルク (SPD) を任期中の名誉職の議員に選出した。町長代理はハンス＝ゲオルク・グレル (SPD) とウーヴェ・ドゥベルト (SPD) である。

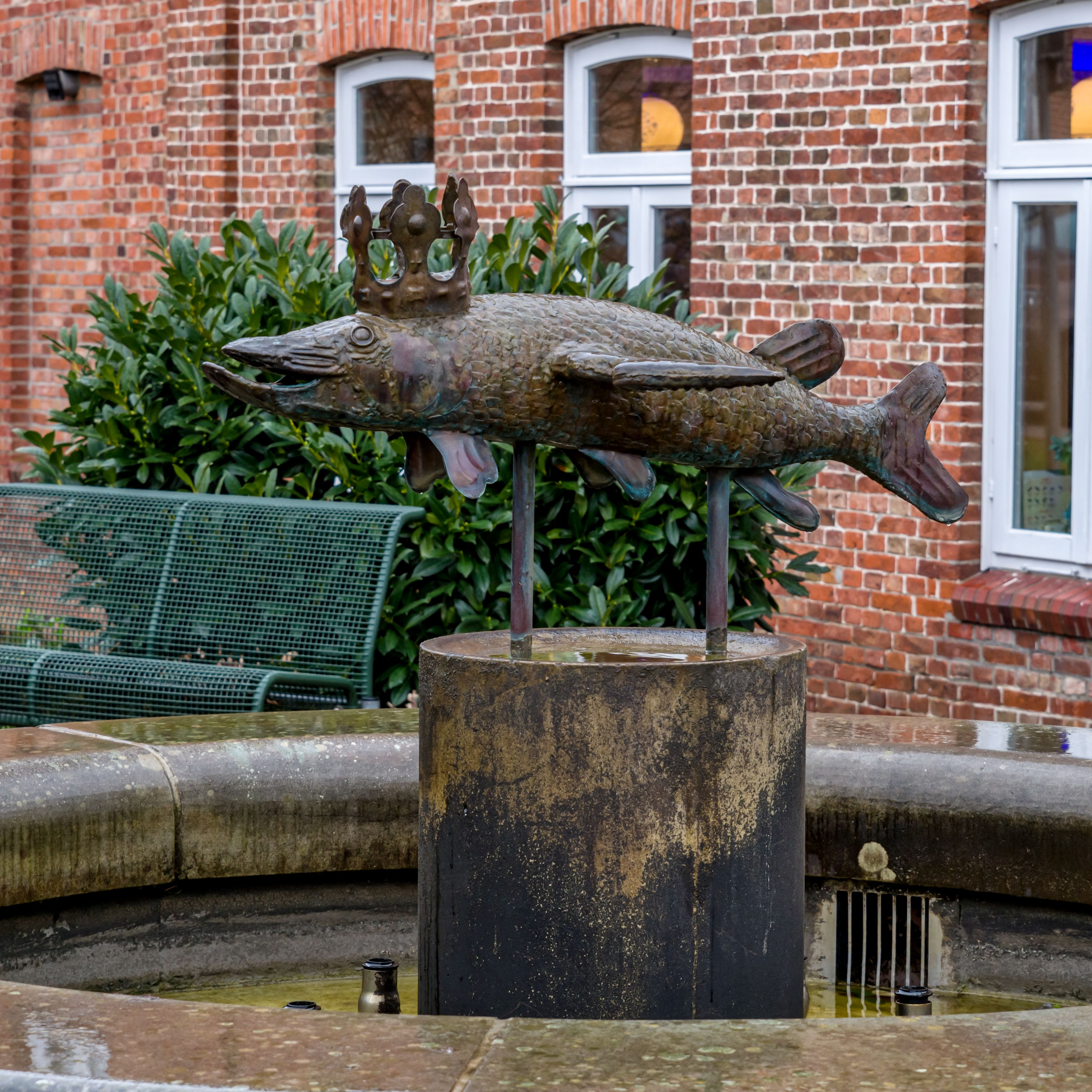
紋章のカワカマスを象ったカワカマスの泉

### 紋章
図柄: 上下二分割。上部は青地に、斜めに配された、翼を持ち、金の冠をかぶった銀のカワカマス。下部は銀地に3つの青い三角図形。
解説: 上部は、13世紀以降この地に住んだミニステリアーレのヘヒトハウゼン家の紋章から採られた。下部は、マールシャルク・フォン・バハテンブロック家の紋章に由来する。この家門は1850年までキルヒシュピール・ヘヒトハウゼン全域を含む領主裁判所領を有していた。

### 姉妹自治体
- ボプリッチュ＝ヒルバースドルフ（ドイツ語版、英語版）（ドイツ、ザクセン州）

ヘヒトハウゼン町とボプリッチュ＝ヒルバースドルフ町（旧ヒルバースドルフ町の権利継承自治体）は、1991年8月2日にヒルバースドルフ 825周年を記念して姉妹自治体文書を作成し、ドイツ国内での姉妹自治体関係を結んだ。
この自治体間の姉妹関係は、福音主義ルター派ヘヒトハウゼン教会とヒルバースドルフの教会との長年にわたる交流に由来する。ドイツ再統一後、これに基づき自治体間の姉妹関係が成立した。自治体レベル、あるいは両自治体の消防隊間、住民間の定期的な交流はヘヒトハウゼンとヒルバースドルフとの間の結びつきを強め、2006年10月に姉妹自治体成立15周年がヒルバースドルフで祝祭イベントともに祝われた。

## 文化と見所

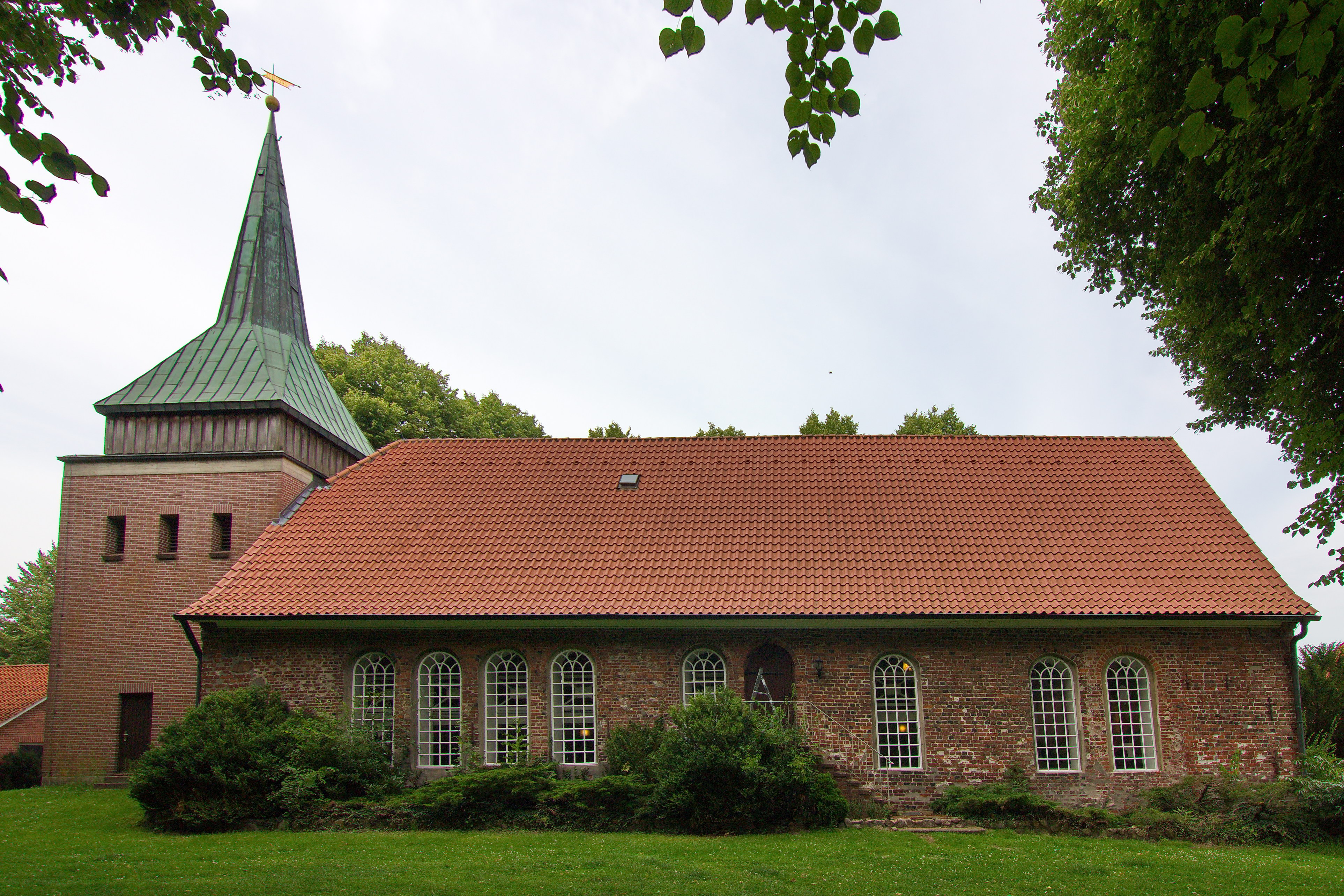
聖マリエン教会

### 建築
- 福音主義ルター派の聖マリエン教会は、ブレーメン大司教の文書集「シュターダー・コピアー」の1384年に初めて記録されているが、それよりもかなり古いレンガ建築である。外壁の一部は、創建当時の資材と思われる石で造られている。北側の門の上にあるレンガには小さく刻まれた年号（1633年と1669年）は、後から造られたものであることを示唆している。教会堂の長さは 24.5 m、幅は約 10 m である。軒の高さは 4.7 m、棟の高さは 11 m である。1971年に新築された教会塔（ドイツ語版、英語版）（1701年に最初の記録がある）は、高さ 23 m で4つの鐘を吊り下げている。教会内部は、1960年以後、2004年に改めて修復がなされ、東破風に3つの彩色ガラス窓が新たに設けられた。この教会の守護権は、現在もマールシャルク・フォン・バハテンブロック家が有している。祭壇は1637年、牧師席は1642年、講壇は1635年、シャンデリアは1700年、2つのエピタフは1687年/88年と1969年に造られたものである。
- 1959年にヴィッシャー通りのかつての消防署が改築され、ヒルデスハイム司教ハインリヒ・マリア・ヤンセンによってカトリックの聖ニコラウス礼拝堂として聖別された。これ以後この建物はハーデルナー・ラントの守護聖人の名を担っている。この礼拝堂は現在、教会組織上はシュターデに本部を置く聖霊教会に属している。
- 4階建ての風車「カロリーネ」（ガレリーホレンダー）は1845年に建設され、オーステ川沿いに建っている。この風車は、より古い老朽化した回転台付き風車に替えて建てられた。1960年代まで、最後は電動モーターによって補助されながら、稼働していた。
- 町の中心部の北約 600 m に、1598年に最初の記録が遺る騎士の館オーヴェルゲネがある。

- 聖マリエン教会の祭壇
- 聖マリエン教会の講壇
- オランダ風車「カロリーネ」

### スポーツ
ヘヒトハウゼンのヴァルトシュターディオンでは毎年、砂地コースでのオートバイレースが開催されている。このレースはニーダーエルベ・モータースポーツ愛好会（旧MSC ラント・ハーデルン）が主催している。

## 経済と社会資本
ヘヒトハウゼンは、地域の空間計画上、将来的には下級中心都市の機能を担う。

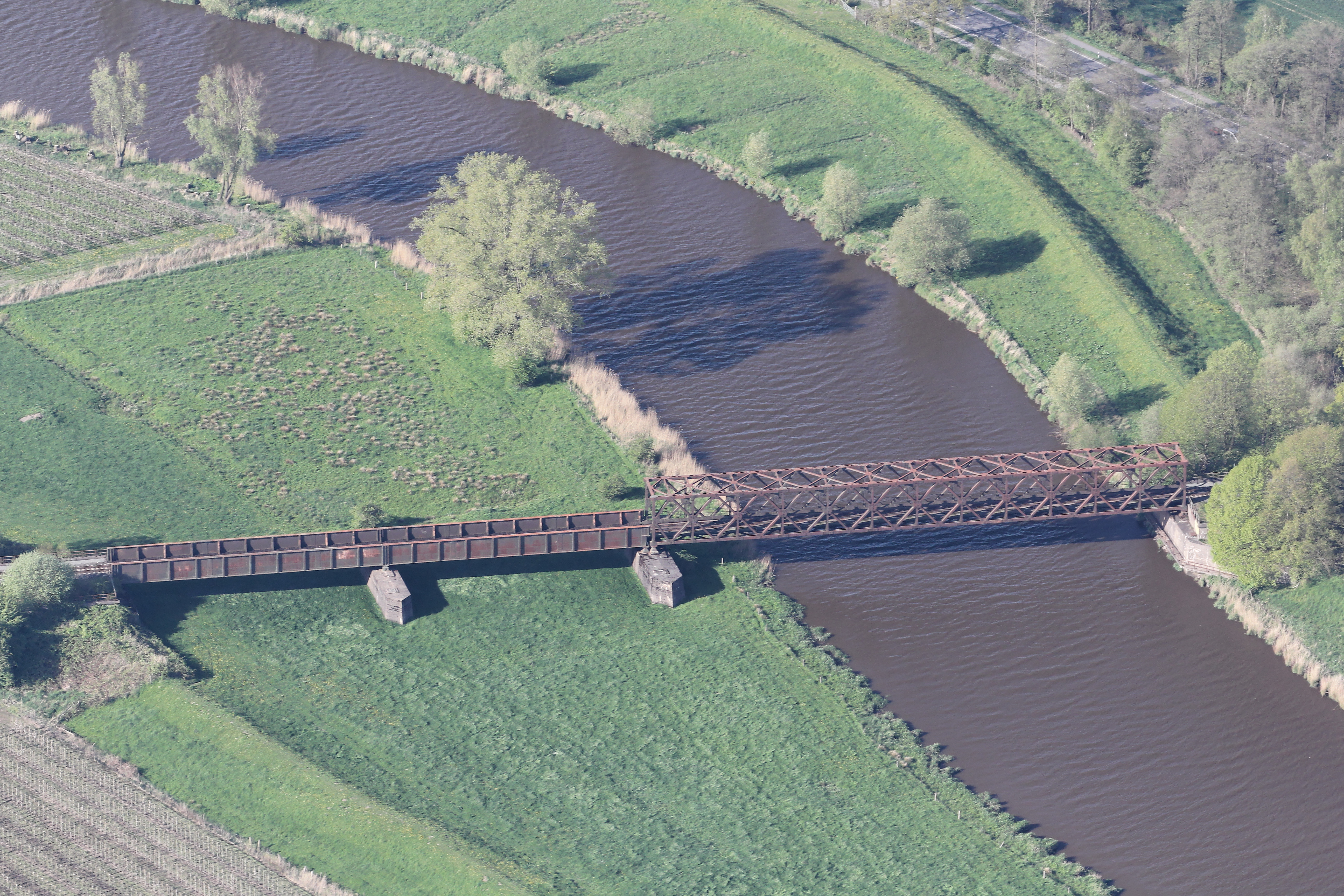
オーステ川に架かる鉄道橋

### 交通
ヘヒトハウゼンには、ニーダーエルベ鉄道クックスハーゲン - ハンブルク線（1881年11月11日開通）の駅がある。2007年12月からメトロノーム鉄道会社が新しい2階建て車両で旅客運行を行っている。この鉄道路線はヘヒトハウゼン近郊で、他の2つの交通路（連邦道 B73号線と水運可能なオーステ川）を横断する。オーステ川はエルベ川の大きな分流で、北海に注いでいる。鉄道路線は、かつてのヘヒトハウゼン近郊では複線化されていたが、第二次世界大戦末期に B73号線やオーステ川と交差する地点が爆破されて以降、オーステ川の橋は現在も単線となっている。現在の鉄道橋はイギリス軍工兵隊によって建設されたものである。この橋は、ドイツ鉄道の代用橋のうち最後まで使用されているものの1つである。
ドイツ・フェリー街道、ニーダーザクセン・ミルク街道、ドイツ・ミステリー街道、ニーダーザクセン・ミューレン（水車・風車）街道といった観光街道がヘヒトハウゼン町内またはそのすぐ近くを通っている。

## 関連文献
- Peter von Kobbe (1824). Geschichte und Landesbeschreibung der Herzogthümer Bremen und Verden. Göttingen. p. 163
- Rudolf Lembcke (1976). Kreis Land Hadeln. ed. Kreis Land Hadeln. Geschichte und Gegenwart. Otterndorf: Buchdruckerei Günter Hottendorff
- F. J. Alstedt, ed (1983). Chronik von Hechthausen. Hechthausen: Selbstverlag

これらの文献は、翻訳元であるドイツ語版の参考文献として挙げられていたものであり、日本語版作成に際し直接参照してはおりません。